# أبو النصر التكريتي
أبو النصر يحيى بن جرير التكريتي، عالم عربي مسلم وفلكي وطبيب مصنّف تتلمذ ليحيى بن عدي، وصل من آثاره كتاب المصباح المرشد إلى الفلاح والنجاح الهادي من التيه إلى سبيل النجاة، ومنه نسخ خطية في مكتبة أكسفورد، ومكتبة الكلدان في ديار بكر، وفي المتحف البريطاني، وفي المكتبة الشرقية في بيروت. وله كتاب (الاختيارات الفلكية) في علم النجوم، ومنه نسخة في مكتبة لندن.